# Zusammensetzung des Kapitals
Die Zusammensetzung des Kapitals ist ein von Karl Marx geprägter terminus technicus. Unter diesem Begriff versteht Marx, wie sich die Investition einer Kapital-Summe zusammensetzt und zwar nach
- dem Teil, der zum Kauf der Arbeitskraft der Lohnarbeiter verausgabt wird
- und dem Teil, der zum Kauf von Produktionsmitteln von anderen Kapitalisten dient.

Die Zusammensetzung des Kapitals ist für Marx wichtig, da seiner Meinung nach der Mehrwert als die Grundlage des Profits sich nur aus der Ausbeutung der Lohnarbeiter ergeben kann. Die Ursache sieht er in der Stellung der Lohnarbeiter in der Gesellschaft: Um ihr Leben zu fristen, müssen sie ihre Arbeitskraft verkaufen. Da die Arbeitskraft mehr Wert erzeugen kann als sie selbst Wert ist, leisten Lohnarbeiter während der "normalen" Arbeitszeit stets auch Mehrarbeit. Die Mehrarbeit erzeugt ein Mehrprodukt, das bewertet den Mehrwert darstellt, den die Kapitalisten als Besitzer aller Bestandteile des Produktionsprozesses – einschließlich des Produkts – aneignen. Dabei kommt es nach Marx zu einer Umverteilung des Mehrwerts unter den Kapitaleignern, so dass sich trotz unterschiedlichem Kapitaleinsatz tendenziell eine einheitliche Profitrate herausbildet.
Zwar tauschen Kapitalisten und Arbeiter ihre Waren grundsätzlich ebenfalls gleicher Wert gegen gleichen Wert aus. Der Arbeiter erhält den „Wert“ seiner Arbeitskraft, der eben dem entspricht, was er zur Aufrechterhaltung seiner Arbeitskraft benötigt. Außerdem werden die produzierten Waren dann ebenfalls zu ihrem Wert von den Kapitalisten verkauft. Da aber die Gesamtproduktion größer ist, als das, was den Arbeitern davon als Lohn zugestanden werden muss, hat im Produktionsprozess eine Wertvermehrung stattgefunden. Diese Differenz zwischen Wert der Arbeitskraft und Wert der Gesamtproduktion verbleibt als Mehrwert bei den Kapitalisten, welche die Gesamtproduktion zu ihrem Wert verkaufen.
Dagegen kann Kauf und Verkauf von Produktionsmitteln zwischen den Kapitalisten laut Marx nicht zu einer Bereicherung der Kapitalisten insgesamt führen, lediglich der eine mag sich auf Kosten des anderen bereichern. Im Durchschnitt tauschen aber die Kapitalisten untereinander nur gleiche Werte aus. Eine Maschine beispielsweise kann zwar Gebrauchswerte schaffen oder schaffen helfen, aber keinen Wert. Dies liegt daran, dass die Maschine und ihre Produkte bereits Eigentum eines Kapitalisten mit einem bestimmten Wert sind. Der Kapitalist kann für diesen Wert weder von einem anderen Kapitalisten einen höheren Wert eintauschen, noch wird er zum Vorteil des anderen Kapitalisten einen geringeren Wert dafür annehmen. (Was für Maschinen gilt, müsste auch für menschliche Sklaven im Besitz von Kapitalisten gelten, wie es historisch zeitweise vorkam. Marx stellt dies aber nicht ausdrücklich so dar.) Erklären lässt sich dies durch die Vorstellung, dass die verschiedenen Kapitalisten sich nicht durch andere Kapitalisten übervorteilen lassen werden, oder aber bald aus dem Markt ausscheiden müssten.
Vor diesem Hintergrund ist die Entwicklung der Zusammensetzung des Kapitals wichtig. Kommt es etwa zu einer anhaltenden Verschiebung der Zusammensetzung des Kapitals zu Lasten des Teils des Kapitals, der für den Kauf von Arbeitskraft verausgabt wird, dann muss dies die Grundlage von Mehrwert und Profit untergraben, weil eben nur aus Lohnarbeit Mehrwert zu gewinnen ist.
Bei der genaueren Untersuchung der Zusammensetzung des Kapitals und ihrer zeitlichen Entwicklung, stößt Marx auf einige Probleme, denen er begrifflich beizukommen versucht.

## Die stoffliche Seite
Zum einen gibt es rein stofflich betrachtet eine Masse von Produktionsmitteln, die der einzelne Arbeiter bedient oder verbraucht. Im Einzelnen definiert Marx als technische Zusammensetzung des Kapitals im Band I von Das Kapital (MEW 23, S. 640) eine bestimmte Zusammensetzung des Kapitals, nämlich „das Verhältnis zwischen der Masse der angewandten Produktionsmittel einerseits und der zu ihrer Anwendung erforderlichen Arbeitsmenge andrerseits.“
Marx sieht hier die Zusammensetzung des Kapitals „nach der Seite des Stoffs“, nach der sich jedes Kapital in Produktionsmittel und lebendige Arbeitskraft teilt.
Marx nimmt an, dass sich die technische Zusammensetzung des Kapitals in der Entwicklung der kapitalistischen Wirtschaft im Zuge des technischen Fortschritts laufend erhöht, d. h. der Quotient aus der Masse der Produktionsmittel und der angewandten Arbeitsmenge nimmt einen kontinuierlich steigenden Wert an. Ein einzelner Arbeiter bedient an seinem Arbeitsplatz eine immer größere Masse an Produktionsmitteln, er verwendet immer größere oder kompliziertere Maschinen, er verbraucht eine immer größere Masse an Rohstoffen, Hilfsmitteln usw.
Doch wie kann diese „technische Zusammensetzung des Kapitals“, die stoffliche Masse an Produktionsmitteln je Arbeiter, gemessen werden? Wie lassen sich bei einem Büroarbeiter etwa Papierblätter, Verbrauch an Tinte, Abnutzung eines Kopiergerätes zu einer Größe aggregieren?
Zum Problem der Kapitalaggregation vgl. auch die ausführlichere Darstellung unter Kapitalkontroverse.
Werden alle diese Produktionsmittel zu ihren Preisen bewertet, erhält man diese gesuchte eindimensionale Kapitalgröße, die mit der Anzahl der Arbeiter in Beziehung gesetzt werden kann und so die Wertzusammensetzung des Kapitals bildet.

## Die Wertseite
Doch diese Wertzusammensetzung hängt nicht nur davon ab, wie viele Produktionsmittel der einzelne Arbeiter im Durchschnitt verbraucht, sondern auch von den Preisbewegungen der Produktionsmittel. Wird Erdöl etwa teurer, erhöht sich die Wertzusammensetzung des Kapitals, obwohl der Erdölverbrauch vielleicht gar nicht zugenommen hat. Umgekehrt vielleicht bei einem Sinken der Erdölpreise.
Um solche Preisbewegungen aus der Untersuchung auszuschließen, könnte der Wert der Produktionsmittel je Arbeiter berechnet werden, indem man dabei die Preise der Produktionsmittel aus einem bestimmten Basisjahr unverändert lässt. So ist das Statistische Bundesamt bis zur großen Revision 2005 vorgegangen. Seitdem wird die Kapitalintensität aufgrund von Indexzahlen berechnet, die auf ständig wechselnden Vorjahrespreisen basieren. Zu beachten ist, dass in den Volkswirtschaftlichen Gesamtrechnungen der Kapitalstock je Erwerbstätigen (die Zahl der Arbeitnehmer und der Selbständigen zusammengenommen) die Kapitalintensität darstellt, während bei Marx das konstante Kapital auf den Wert der Arbeitskräfte bezogen wird.

## Die organische Zusammensetzung des Kapitals
Unter organischer Zusammensetzung des Kapitals versteht Karl Marx im Band I von Das Kapital (MEW 23, S. 640) eine bestimmte Wertzusammensetzung des Kapitals, nämlich "die Wertzusammensetzung des Kapitals, insofern sie durch seine technische Zusammensetzung bestimmt wird und deren Änderungen widerspiegelt."
Marx geht damit auf das Problem ein, dass im Zuge des technischen Fortschritts die Arbeitszeit, die für die Herstellung der Produktionsmittel benötigt wird, laufend kürzer wird, sodass (nach Arbeitswertlehre) die Werte des konstanten Kapitals laufend sinken. Diesen fortschrittsbedingten moralischen Verschleiß und andere Wertminderungen oder allgemeiner Wertveränderungen sollte man nicht herausrechnen, da der Wert und somit auch das konstante Kapital stets aktuell bestimmt ist.
Üblicherweise wird die organische Zusammensetzung des Kapitals so wie bei Marx als Verhältnis zwischen konstantem Kapital und variablem Kapital {\displaystyle {c \over v}} ausgedrückt. Auch andere, davon abgeleitete Verhältnisgleichungen sind in der Literatur zu finden, doch geben sie schlussendlich immer das Verhältnis von konstantem zu variablem Kapital an. Der amerikanische Ökonom Paul Sweezy verwendete beispielsweise das Verhältnis {\displaystyle {c \over c+v}} für die organische Zusammensetzung des Kapitals.
Wenn von einer niedrigen organischen Zusammensetzung des Kapitals die Rede ist, so meint man, entgegen der Intuition, einen hohen Anteil variablen Kapitals – stellvertretend für wertschaffende Arbeit – am Arbeitsprodukt. Eine niedrige organische Zusammensetzung des Kapitals zeigt also einen hohen Wertschöpfungsgrad an; umgekehrt bedeutet eine hohe organische Zusammensetzung einen niedrigen Wertschöpfungsgrad.

## Überblick
Nach Marx lässt sich die Zusammensetzung des Kapitals in zweierlei Hinsicht auffassen (MEW 23, S. 640):
- technische Zusammensetzung des Kapitals
- Wertzusammensetzung des Kapitals

Als organische Zusammensetzung des Kapitals wird dabei die Wertzusammensetzung des Kapitals bezeichnet, insofern sie durch die technische Zusammensetzung des Kapitals bestimmt wird. Der Begriff drückt also ein Verhältnis zwischen beiden aus.
Wenn Marx nur von der "Zusammensetzung des Kapitals" spricht, dann meint er immer die organische Zusammensetzung des Kapitals.